# Seyi Vibez
Seyi Vibez, pseudonimo di Balogun Afolabi Oluwaloseyi (Lagos, 12 luglio 2000), è un cantautore nigeriano.

## Biografia
Balogun Afolabi Oluwaloseyi debutta nel 2019 con il singolo Anybody. Guadagna in seguito notorietà grazie al suo primo progetto, l'Extended play NSNV, pubblicato nel 2021, che vede la partecipazione di Teni e Reekado Banks. Il 2 novembre 2022 pubblica il suo primo album in studio, Billion Dollar Baby, ripubblicato a dicembre in una nuova versione che raggiunge la prima posizione nella classifica nigeriana.
Amplia ulteriormente il suo pubblico nel gennaio 2023, pubblicando l'EP Memory Card che raggiunge il terzo posto in classifica. L'8 giugno dello stesso anno è la volta del secondo album, Vibe Till Thy Kingdom Come, che raggiunge ancora una volta la vetta della classifica, seguito poche settimane dopo dal terzo album Thy Kingdom Come.
Nel 2024 è la volta dell'EP di sette tracce Loseyi Professor. Nello stesso anno riceve una nomination ai BET Awards nella categoria "Best New International Act".

## Discografia

### Album in studio
- 2022 – Billion Dollar Baby
- 2023 – Vibe Till Thy Kingdom Come
- 2023 – Thy Kingdom Come

### EP
- 2021 – NSNV
- 2023 – Memory Card
- 2023 – Nahamciaga
- 2024 – Loseyi Professor
- 2025 – Children of Africa